# مسقعه
مُسَقَّعه یا موسوکا از غذاهایی است که با بادنجان یا سیب‌زمینی درست می‌شود. اغلب دارای گوشت چرخ‌کرده و از غذاهای کشورهای امپراتوری سابق عثمانی و دارای تنوع منطقه‌ای و محلی فراوانی است.
در ترکیه آن را تفت داده و به سبک کاسرول سرو کرده و به صورت گرم یا دمای اتاق مصرف می‌کنند. نوعی از آن در جهان عرب سرد خورده می‌شود. در بالکان به صورت لایه لایه تهیه شده و به صورت گرم سرو می‌شود. در بیشتر انواع آن روی آن لایه‌ای ضخیم از سس متشکل از شیر و تخم‌مرغ (کاستارد) یا آرد (سس بشامل) می‌ریزند.

## نام و ریشه آن
نام انگلیسی مسقعه از کلمهٔ یونانی Μουσακάς، گرفته شده که از نام این خوراک در زبان عربی که مسقعة (به معنی خنک) خوانده می‌شود گرفته شده است. در ترکیه بدان musakka می‌گویند.

## آماده‌سازی

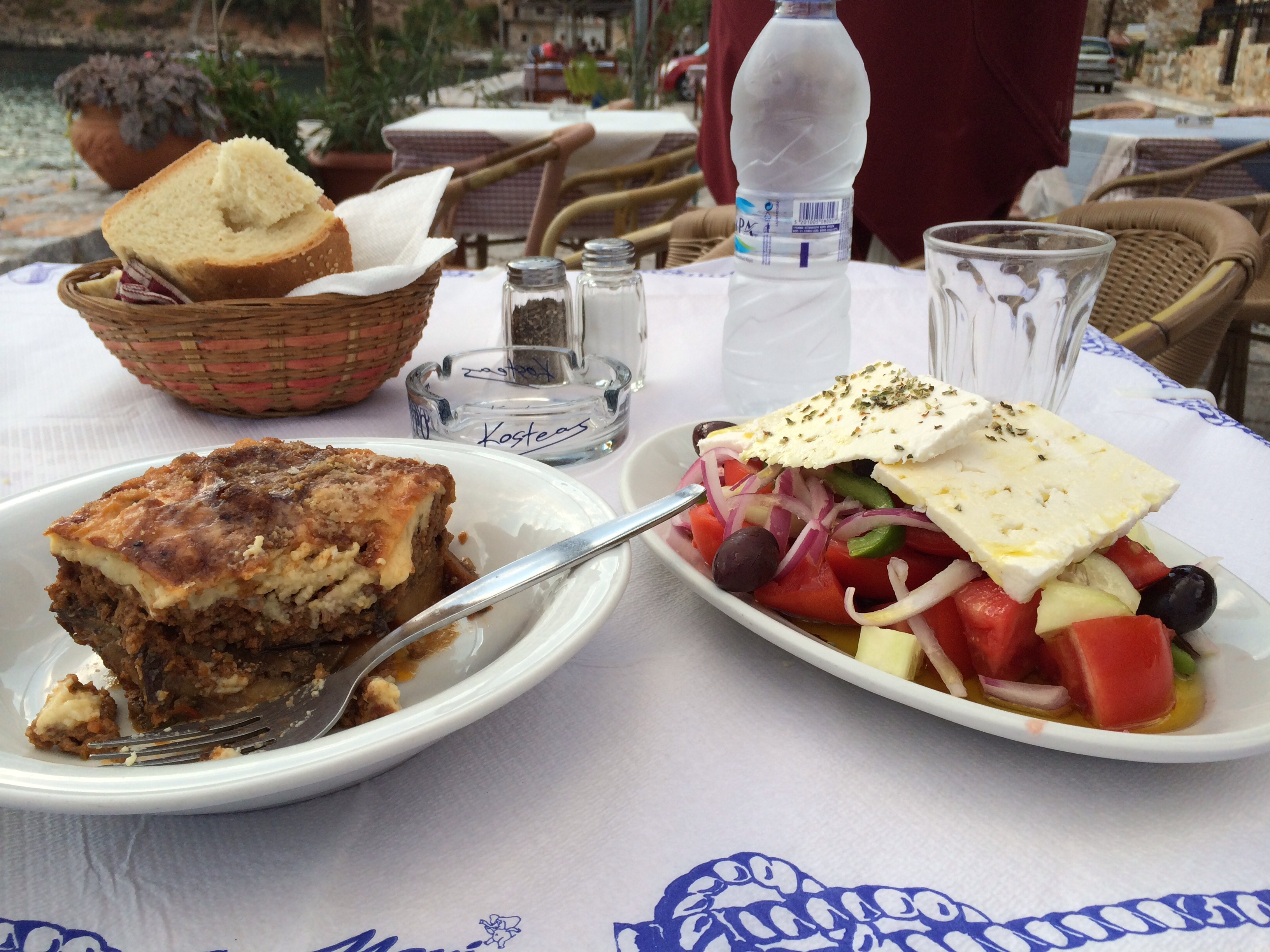
مسقعه سر میز غذا

### یونان
در بیشتر دستورالعمل‌ها اجزای تشکیل‌دهندهٔ اصلی بادنجان سرخ کرده، گوجه‌فرنگی و معمولاً گوشت چرخ‌کرده‌است. به‌هرحال نوع یونانی آن شامل لایه‌هایی از گوشت و بادنجان پخته است که بر روی آن سس بشامل ریخته شده‌است.
نوع جدید یونانی آن احتمالاً توسط آشپز نیکولاس تلمنتس در دههٔ ۱۹۲۰ فرمول‌بندی شده‌است. آن مسقعه سه لایه داشت که پیش از مخلوط شدن با هم برای پخت نهایی به‌طور جداگانه پخته می‌شدند. لایهٔ پایین بادنجان‌های خرد شده و سرخ شده در روغن زیتون بودند، لایهٔ وسطی گوشت چرخ‌کردهٔ بره که به آرامی پخته شده‌است با گوجه فرنگی خرد یا پوره شده، پیاز، سیر و ادویه (دارچین، فلفل فرنگی، و فلفل سیاه) و لایهٔ بالایی سس بشامل یا کاستارد خوشمزه بودند. سپس آن را در در ظرفی قرار داده و آن را تا زمانی که لایه بالایی قهوه‌ای رنگ شود می‌پزند. مسقعه معمولاً گرم، نه خیلی داغ سرو می‌شود، مسقعهی چهارگوش تمایل به غلتیدن دارد و بنابراین قبل از سرو باید آن را مدتی بی‌حرکت گذاشت تا سفت شده و حالت بگیرد. گرم گردن دوبارهٔ آن این مشکل را ایجاد نمی‌کند.
این دستورالعمل اساسی نسخه‌های دیگری هم دارد، گاهی روی آن سس نمی‌ریزند و گاهی هم از سبزیجات دیگری استفاده می‌شود. در این نسخه‌ها ممکن است به جای تکه‌های بادنجان از تکه‌های سرخ کرده کدو سبز، تکه‌های کمی سرخ‌کردهٔ سیب‌زمینی یا قارچ سرخ کرده‌استفاده کرد. نسخه‌ای از این دستورالعمل ویژهٔ وگانیسم هم در کتاب آشپزی یونانی نوشته شده توسط تلمنتس وجود دارد، که در آن گوشت یا محصولات لبنی به کار نمی‌رود و فقط از سبزیجات (به جای گوشت چرخ‌کرده از بادمجان) سس گوجه‌فرنگی و خرده‌های نان استفاده می‌شود.

## ترکیه

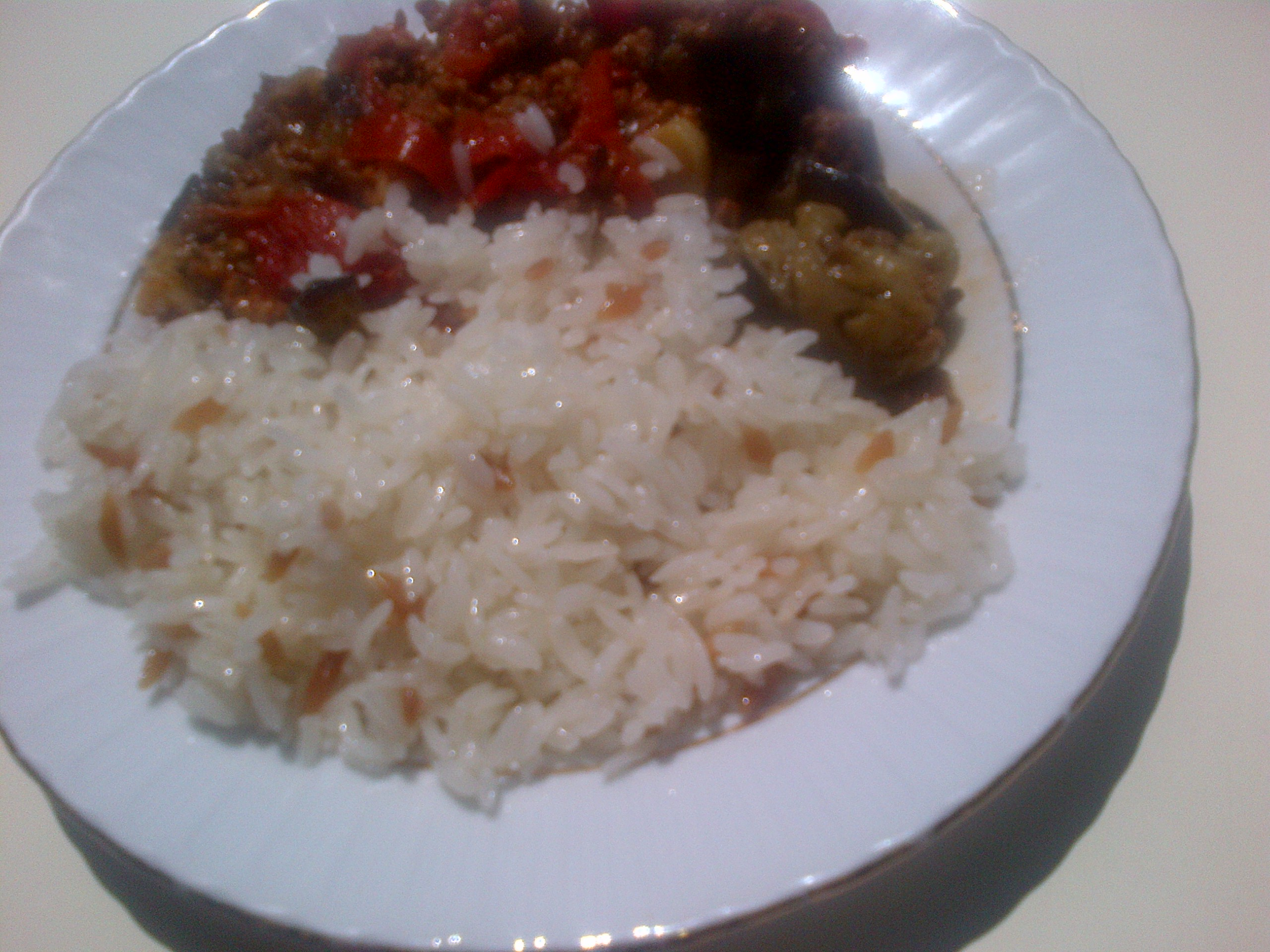
مسقعه و پلو در ترکیه

مسقعهی ترکی لایه لایه نیست. به جای آن با بادنجان تفت داده شده، فلفل دلمه‌ای، گوجه فرنگی، پیاز و گوشت چرخ‌کرده آماده می‌شود. عموماً با پلو یا جاجیق خورده می‌شود. انواعی هم وجود دارد که با کدو سبز(kabak musakka)، هویج (havuç musakka)و سیب‌زمینی(patates musakka) خورده می‌شوند.

## بالکان
در آلبانی بلغارستان بوسنی کرواسی مقدونیه رومانی، اسلوونی و صربستان به جای بادنجان سیب‌زمینی و گوشت خوک و گوشت چرخ‌کردهٔ گاو به کار می‌رود و لایهٔ رویی معمولاً شیر یا ماست مخلوط با تخم‌مرغ خام است و گاهی‌اوقات چند قاشق آرد به آن اضافه می‌کنند. نوع سه لایه‌ای هم وجود دارد:لایهٔ زیر گوشت خوک و گوشت چرخ‌کردهٔ گاو، لایهٔ میانی برش‌های گوجه‌فرنگی و لایهٔ بالایی معمولاً یک کاستارد است. هر لایه به تنهایی پخته شده و بعد روی هم قرار گرفته و تا زمان قهوه‌ای رنگ شدن لایهٔ بالایی پخته می‌شود.
در رومانی معمولاً مسقعه با سیب‌زمینی، یا بادنجان یا کلم درست می‌شود. لایه پایینی سبزیجات، لایهٔ بعدی گوشت (معمولاً گوشت خوک)، لایهٔ بعدی سبزیجات تا زمانی که ظرف پر شود. گاهی برای لایهٔ روی خرده‌های نان، گاهی تکه‌های سیب‌زمینی و پنیر خرد شده‌استفاده می‌شود. بعد ظرف با سس گوجه‌فرنگی پر می‌شود. نوعی پاستایی آن هم وجود دارد که به جای سبزیجات از پاستا استفاده می‌کنند. در نوع ویژه گیاهخواران به جای گوشت از قارچ یا مخلوط پیاز سرخ شده و برنج استفاده می‌شود.
در بقیه بالکان هم، لایهٔ بالایی اغلب یک کاستارد است، این نوع مسقعه توسط الیزابت دیوید در کتاب آشپزی مدیترانه‌ای به انگلستان معرفی شده‌است، و تاکنون دستورالعمل رایج باقی مانده است. اغلب روی آن پنیر رنده شده یا خرده‌های نان می‌پاشند.

## شام
در شام، مسقعه غذایی است که در درجه اول با گوجه‌فرنگی و بادنجان پخته می‌شود و معمولاً سرد و به عنوان مزه سرو می‌شود. در لبنان، بادنجان، گوجه‌فرنگی و نخود اجزا اصلی آن هستند و اغلب گرم سرو می‌شود.

## مصر
در نوع مصری مسقعه لایه‌های سرخ شدهٔ بادنجان در سس گوجه‌فرنگی غوطه‌ور شده و سپس پخته می‌شود. معمولاً قبل از پختن لایه‌ای از گوشت چرخ‌شدهٔ فصلی گاو به بادنجان افزوده می‌شود. غذا را می‌توان گرم سرو کرد ولی معمولاً آن رابرای بهتر شدن مزه‌اش یکی دو روز سرد می‌کنند.